# Champerico
Champerico er en by i den sydvestlige del af Guatemala, med et indbyggertal på cirka 35.000. Byen ligger ved landets Stillehavskyst og er et populært turistmål.
14°17′35″N 91°54′50″V / 14.29306°N 91.91389°V